# Долгобазан
Долгобазан — река в России, протекает по Пензенской области, Саратовской области. Устье реки находится в 125,5 км по левому берегу реки Уза. Длина реки составляет 26 км. Площадь водосборного бассейна — 139 км².

## Данные водного реестра
По данным государственного водного реестра России относится к Верхневолжскому бассейновому округу, водохозяйственный участок реки — Сура от истока до Сурского гидроузла, речной подбассейн реки — Сура. Речной бассейн реки — (Верхняя) Волга до Куйбышевского водохранилища (без бассейна Оки).
Код объекта в государственном водном реестре — 08010500112110000035666.